# Nassarius webbei
Nassarius webbei is een slakkensoort uit de familie van de Nassariidae. De wetenschappelijke naam van de soort is voor het eerst geldig gepubliceerd in 1850 door Petit de la Saussaye.